# Capheris septemguttata
Capheris septemguttata är en spindelart som först beskrevs av Simon 1907.  Capheris septemguttata ingår i släktet Capheris och familjen Zodariidae. Inga underarter finns listade.